# フン・セン
フン・セン（クメール語: ហ៊ុន សែន, ラテン文字転写: Hun Sen, 1951年4月4日 - ）は、カンボジアの軍人、政治家。上院議長。
民主カンプチアで軍司令官を務めていたが、1977年に離脱しポル・ポトと決別。1978年のベトナム軍進攻後は親ベトナム政権の外相・首相を歴任。1998年からカンボジア王国首相、カンボジア人民党議長（党首）を務めた。首相退任後も上院議長として、事実上の一党独裁体制を敷いている。

## 概要
首相として、政情の安定と急速な経済成長と発展を監督した一方、汚職、不正、人権侵害、環境破壊、外国人ビジネスマンによる土地の乱雑な奪取、人身売買、オンライン詐欺問題など、様々な課題を抱えながら息子であるフン・マネットに権限を委譲した。委譲後は「院政」を敷くと見られ、更なる権力、影響力の拡大が見込まれている。
2017年9月にカンボジア救国党の要人らを拘束して以来、野党の欠陥と一党優位政党制の導入などを推し進めて西側諸国や著名な人権団体はフン・セン政権の独裁化を指摘、批判している。彼個人と人民党のイデオロギーは、国家保守主義や農業保守主義とされているものの、持続的かつ明確なイデオロギーが欠けているとして批判されている。

## 経歴
1951年、カンボジア東部コンポンチャム州の農家に生まれる。父親は海南島出身の華人だと言われ、"Hun Sen" は「雲昇」という中国語（海南語）に対応する。13歳のとき、勉学のためプノンペンに出た。
1970年3月、北京に亡命中のシハヌークの呼びかけに応じ、ロン・ノル政権に対抗するクメール・ルージュ軍の下級部隊指揮官として従軍。1975年4月のプノンペン攻略に大隊長として参加し、4月16日の戦闘で顔面に銃弾を受けて左目を失明した。1976年になるとクメール・ルージュの過激な政策に嫌気がさし、粛清の危険も感じて、翌年の6月にポル・ポト派を離脱しベトナムに亡命する。
1978年12月、カンプチア救国民族統一戦線中央委員および救国民族青年協会会長に就任。直後にベトナム軍がカンボジアに侵攻、クメール・ルージュ軍は敗走しポル・ポトはタイとの国境へ逃れた。1979年1月7日、プノンペン陥落の同日、人民革命党再建大会（第3回党大会）において中央委員および常任委員会委員に選出された。翌8日には28歳で人民革命評議会外務担当副議長（外務大臣）に就任し、10日には「カンプチア人民共和国」（ヘン・サムリン政権）が発足した。以後、彼は外務大臣として、インドシナ和平交渉において重要な役割を果たしてゆく。
1981年5月1日の総選挙において、コンポンチャム州選出の国民議会議員として当選。同年5月26日から29日の第4回党大会において、中央委員および政治局員、書記局員に選出され、党内序列第6位となる。6月にはペン・ソバン内閣の閣僚評議会副議長（副首相）兼外務大臣に任命され、ペン・ソバン失脚後も、次のチャン・シ内閣で留任した。
1984年末のチャン・シ首相の死後、フン・センは同首相の葬儀委員長を務める。
1985年1月14日、第8期国会において後任の閣僚評議会議長（首相）に選出され、外務大臣を兼務した。フン・センは当時32歳であり、世界最年少の政府首脳だった。1990年9月にはカンボジア最高国民評議会 (SNC) 議員に就任。1991年10月18日、カンプチア人民革命党臨時党大会において、カンボジア人民党への改称が採択されるとともに、フン・センは党中央委員会副議長に選出され、序列第3位となった。1991年、ベトナムのグエン･アイ･クォック社会科学学院より政治学博士号を授与。
1993年5月の国連管理下の総選挙の結果、王党派の政党フンシンペックと人民党が連立で合意し、同年7月1日にノロドム・ラナリットと共に暫定国民政府共同首相に就任した。9月24日、新憲法が発効し、カンボジア王国が成立すると、第二首相に就任。
しかし政権内闘争が発展し、1997年7月にラナリットの外遊中に武力クーデターを起こし、連立相手であったフンシンペックを政権から排除した。その後はフンシンペック・反ラナリット派と連立の枠組を維持し、ウン・フオト外相を第一首相に就けた。
1998年11月、再びフンシンペックとの連立で合意し、ラナリットは下院議長に就任し、フン・センは11月30日に単独の首相に就任した。2004年7月15日、首相に再任。
2009年10月、隣国タイ王国から逃亡中のタクシン・シナワット元首相を、個人アドバイザーとして迎え入れた。また、タクシン元首相は同時に、政府の経済顧問にも就任している。タクシン元首相が首相在任中から、両者の関係は親密であることが知られていた。
2013年9月24日、先の総選挙により選出された国民議会（下院）は野党がボイコットする中、与党議員68人の全会一致でフン・センを首相に再任し、新内閣を承認した。
2017年9月、最大野党のカンボジア救国党の党首ケム・ソカーを逮捕し、同年11月にはカンボジア救国党を解散させるなど中国の経済支援を後ろ盾に独裁化を強めているとされ、2017年時点で東アジア・東南アジア最長の在職期間首相になった。
2021年12月2日、長男で陸軍司令官のフン・マネットを後継首相に指名すると発表した。同月24日、人民党は中央委員会を開き、フン・マネットを将来の首相候補に全会一致で指名した。
有力野党を排除した状態で2023年7月23日に行われた総選挙で与党が125議席中120議席を獲得。
2023年7月26日、自ら首相を辞任。同時にフン・センの長男フン・マネットが首相を引き継ぐことも表明した。フン・センの在職期間は38年で近代国家の政治指導者としてはアジアで北朝鮮の金日成(46年)に次いで2番目に最長であった。退任後の2023年8月22日に、国王の輔弼機関である枢密院議長に任命された。
2024年2月25日に行われたカンボジア上院選挙で全58議席中、与党カンボジア人民党が55議席を獲得し勝利した為、フン・センは上院議長に就任することが確実となった。
2024年4月3日、フン・センは上院議員62人の満場一致で上院議長に選出された。国王不在時に国家元首代行を務める要職で、権力基盤が一層強固になる。フン・センは「現在の世界的な課題の中で、外交関係を強化する」と述べた。
2025年6月18日、フン・センは国境問題を抱えるタイのペートンターン・シナワット首相と電話会談した内容を流出させ、ペートンターンを職務停止へ追い込んだ。翌月1日にフン・センは演説で「タイの首相は3カ月以内に交代するだろう。新政権と国境問題を交渉したい。」と主張した。

## ギャラリー
- インドのプラティバ・パティル大統領と（2007年12月8日）
- サム・ランシーと（2015年4月14日）
- インドのヴェンカイアー・ナイドゥ副大統領と（2018年1月27日）
- フィンランドのサンナ・マリン首相と（2022年12月14日）

## 顕彰
- 1993年 - シハヌーク国王より「サムデク」(Samdech) の称号を授与。
- 2007年10月12日 - Samdech Akka Moha Sena Padei Techo の称号を授与[24]。
- 2009年12月21日 - シハモニ国王より「カンボジア王国軍上級大将」 (5 Star General) の位を授与[25][26][27]。

## 家族
1976年1月にポル・ポト政権の政策により強制結婚した。妻のブン・ラニー（ブン・ソム・ヒアン）も海南島出身の華人。3男3女をもうけた。三男のフン・マニは政界入りを目指している。

## 日本との関係
- 内戦時代に戦闘で左目を失い、ソビエト連邦製のガラスの義眼を付けていたが、日本を訪問した際、日本政府からプラスチック製の義眼を贈られ、それを着用していた。日本の政治家の中では渡辺美智雄と懇意にしており、渡辺とは生前6回会っている。日本での義眼手術の際には渡辺のはからいで「ヤマウチ」という偽名で入院し、渡辺が死去した後に墓参りを行っている。
- 2022年9月22日、来たる27日に実施予定の故安倍晋三国葬儀にフン・セン首相がカンボジア代表として参列することが、日本国外務省により発表された[29][30]。国葬に参列した翌朝、9月28日の午前9時から約20分間、岸田文雄内閣総理大臣と首脳会談を行った[31]。

## 中国との関係
- 親中派とされ、カンボジア首相府（英語版）は中国の援助によって建設されている[32]。南シナ海問題では中国を支持し、「何があっても中国は友人」と発言している[33]。フン・センに反対する野党勢力は中国のハッカーからサイバー攻撃などを受けているとされる[34]。
- カンボジア南部のリアム海軍基地はインフラ整備と引き換えに中国が軍事利用している疑惑をアメリカから懸念されていた[35]。

## その他
- カンボジアでは2014年2月以降、公共の場での喫煙が禁止された。フン・センは40年近い喫煙歴を持つものの、自身の禁煙に成功したと発表した[36]。
- 2016年米大統領選でのドナルド・トランプ当選を強く望み、彼が大統領になれば、世界はより良くなり、戦争が避けられ、米露関係も好転するだろうと予測した[37]。